# Ainu Orriadore

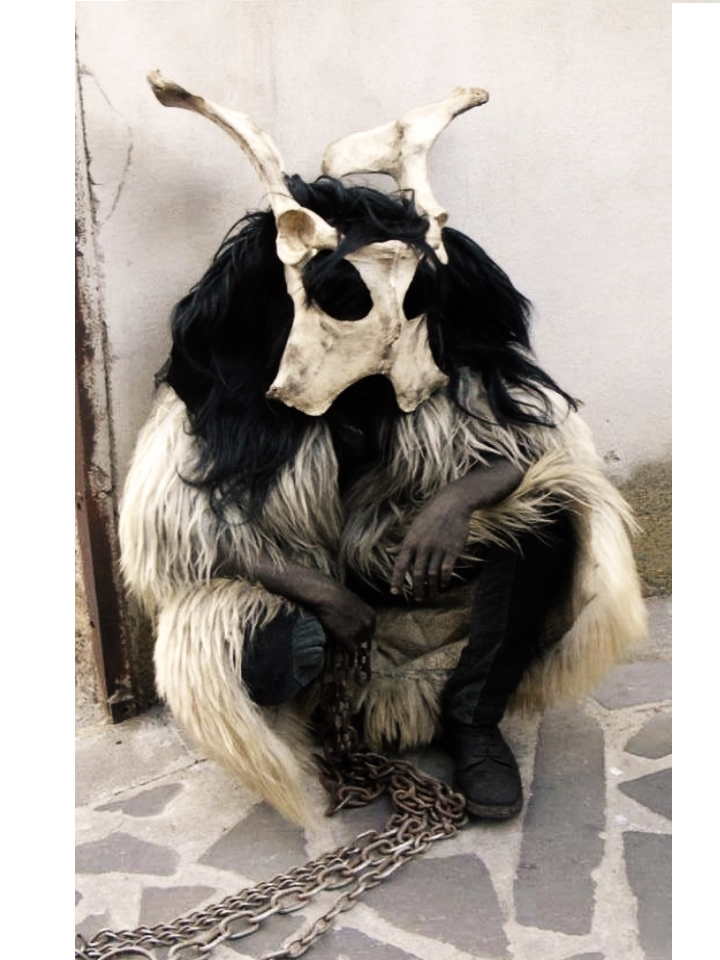
S'ainu orriadore

S'Ainu Orriadore (l'asino che raglia in sardo) è una figura demoniaca che ha origine da un'antica credenza popolare nel paese di Scano di Montiferro in provincia di Oristano, Sardegna. 

## La storia
Rappresenta un'antica credenza popolare caduta nel dimenticatoio sociale per molto tempo, la quale è stata riportata alla luce negli anni novanta dal fondatore della associazione stessa che, insieme ad altri cultori delle tradizioni popolari locali, ha costituito un'associazione culturale omonima.

## La maschera

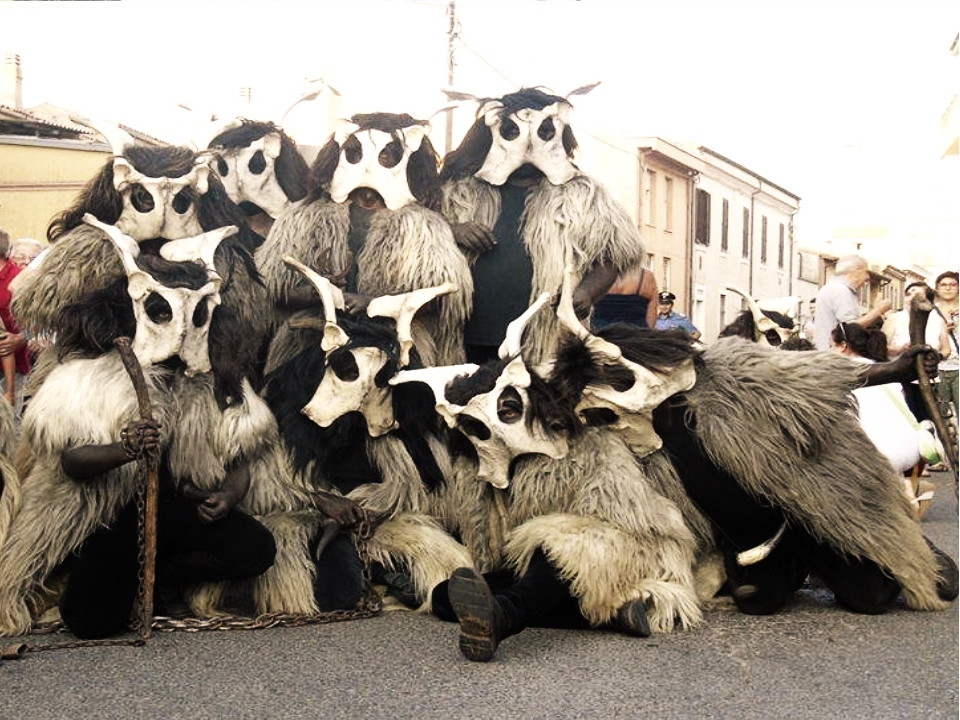
S'Ainu Orriadore - gruppo

Tale maschera è costituita dall'osso del bacino di un bovino o di un asino ed indossa la zimarra, anche detta mastrucca presente in quasi tutte le maschere sarde e caratterizzata da una giacca lunga senza maniche fatta di pelle di ariete. 
S'ainu trascina con sé delle catene e muovendosi in gruppo a passo d'uomo girovagano per il paese muniti di bastone (o mazzuccu in sardo) in cerca di un'anima da poter rubare e potersene così impossessare.
Nel loro tragitto emettono ragli misti a lamenti e pianti che rappresentano il preludio alla morte di qualcuno.

## La leggenda

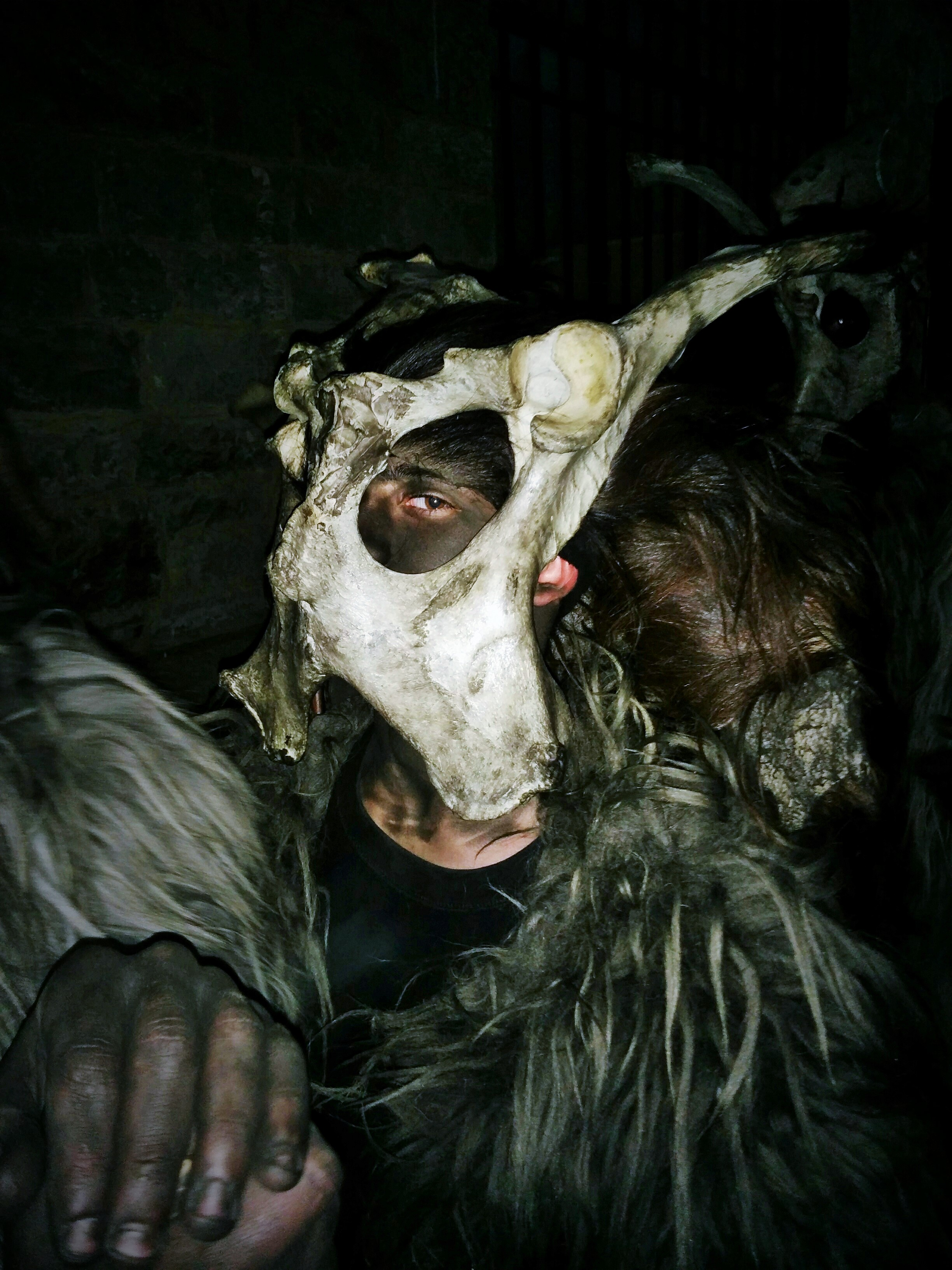
Ainu Orriadore - Dettaglio maschera

Secondo la credenza popolare la maschera rappresentava il diavolo che veniva sulla terra per annunciare la morte di qualcuno. Esso si presentava in diverse forme e sotto diversi aspetti non definibili.
In alcune occasioni, non precisate e sempre secondo la leggenda, assumeva le sembianze di un asino o di un cane bianco (con le zampe d'asino se era cane e di gallo se asino), alcuni dicono che si presentasse anche sotto forma di vitello nero con i cuccioli vicini, ed infine anche sotto forma di asino.